# 1947年中華民国国民大会代表選挙
1947年中華民国国民大会代表選挙（1947ねんちゅうかみんこくこくみんたいかいだいひょうせんきょ、台: 1947年中華民國國民大會代表選舉、正式名称：第1屆國民大會代表選舉）は、1947年（民国36年）11月21日から23日にかけて行われた、中華民国の国民大会代表を選出する選挙である。
国民政府は当初、この選挙と第1回立法委員選挙を同時に実施する予定であった。しかし第二次国共内戦下での交通の不便を理由に立法委員選挙は翌年に延期され、それぞれ単独で開催された。なお、中国共産党と中国民主同盟は選挙への参加を拒否し、中国国民党・中国青年党・中国民主社会党のみが参加した。
国営通信社の中央通訊社は「中華民国の約2億5千万人の有権者が自由意志に基づく選択で国民大会代表を選出する」と宣伝したが、実際に集まった有効投票数はわずか約2,000万票であった。青年党主席の曽琦は、1912年（民国元年）から1913年（民国2年）にかけて行われた第1回国会議員選挙と比較して「35年前よりはるかに良いものになった。一般市民の選挙への関心は高まっており、女性にも投票権が与えられた。民国元年の時点ではありえなかったことである」と評した。

## 背景
中華民国の建国初期（臨時政府・北洋政府時代）にはすでに全国的な国会議員選挙が実施されていた。当時の国会は参議院と衆議院の両院制であり、参議員は各省議会による間接選挙、衆議員は国民による直接選挙で選出された。
- 1912年 - 1913年（民国元年 - 民国2年）：第1回国会議員選挙（参衆両院）
- 1918年（民国7年）：第2回国会議員選挙（中国語版）（参衆両院）
- 1921年（民国10年）：第3回国会議員選挙（衆議院のみ、ただし当選した議員による国会は開会されず）

国民政府が政権を握っていた1936年（民国25年）、憲法草案（五五憲草）を審議・可決するため、制憲国民大会の代表を選出する選挙が実施された。しかし選挙の準備が遅れた上に翌1937年（民国26年）に日中戦争が勃発したため、制憲国民大会自体の開催は延期となった。戦後、1946年（民国35年）11月15日に制憲国民大会が招集されたが、当時は第二次国共内戦の最中であったため、中国共産党と中国民主同盟の代表は出席を拒否した。制憲国民大会での採択を経て1947年（民国36年）1月1日に「中華民国憲法」が公布され、12月25日に施行された。
憲政下での第1回国民大会代表選挙の実施に備え、1947年3月31日に「国民大会代表選挙罷免法」が施行され、4月には中央選挙総事務所が設置された。しかし、共産党と民主同盟はこの新政府への参加を拒否して第二次国共内戦を展開し、選挙への参加もボイコットした。一方、国民政府に参加した中国青年党と中国民主社会党は中国国民党に対し、自党に多くの議席を充てるよう強く要求した。議論の末、国民党側は「国民党が2,000席、その他党派が合計500席」という配分を提示したものの、国民党総裁の蔣介石は「この配分に同意はするが、選挙結果がどのようになるかは本党としても把握できない」と述べた。この取引は国民党・青年党・民社党のいずれの党内でも激しく批判されたのみならず、各界からも反対意見が挙がった。例えば、台湾省参議会は「各党派の獲得議席を保証するのは民意を踏みにじる行為である」と批判した。また、「内戦中という情勢下で正常に選挙を実施することができるか否か」という疑問の声が国民党内でも挙がったが、中国の統治者としての国民党政権の合法性をいち早く確立したいと考える蔣介石は、あくまでも選挙の実施を強く主張し続けた。

## 選挙制度

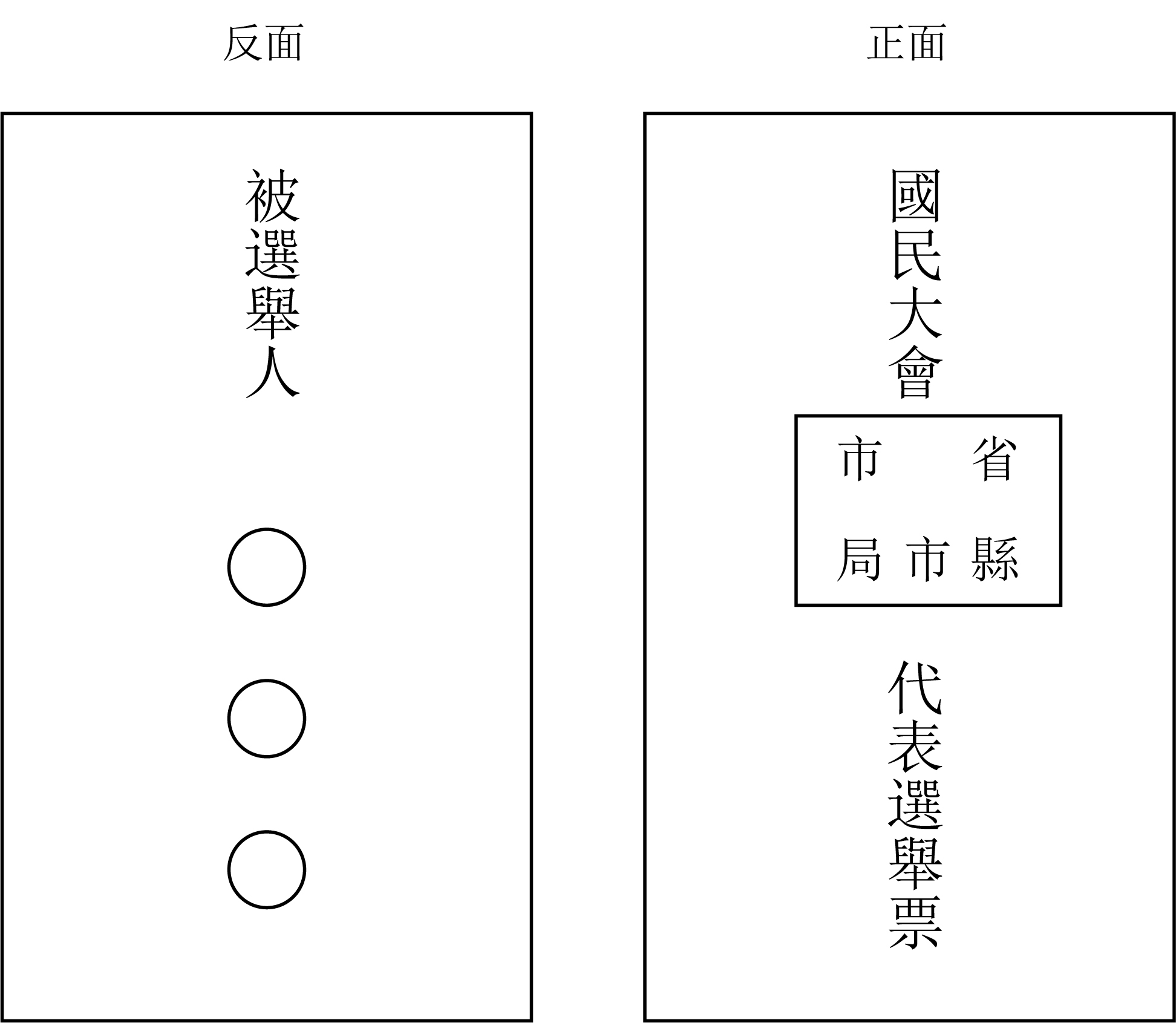
投票用紙の様式

憲法26条および「国民大会代表選挙罷免法」第4条の規定に基づき、合計3,045人の国民大会代表が以下のように選出されることになった。
1. 各県・市およびそれに相当する区域：2,177席（各区域ごとに1席。ただし人口が50万人を上回る場合は50万人ごとに1席追加する）
2. 蒙古[注 1]の各盟・旗：57席
3. 西蔵：40席
4. 辺境地区の各民族：17席
5. 僑居国外国民：65席
6. 職業団体：487席
7. 女性団体：168席
8. 特殊な生活習慣を有する内地在住の国民（回族）：10席

立候補の条件については、以下の2つのいずれかを満たす必要があった。なお、国民政府が制定した「国民大会代表普選政党提名補充規定」の規定により、政党の党員は署名による立候補が禁止され、党からの公認が必須となった。
1. 政党からの公認
2. 500人以上の有権者（華僑の場合は200人以上）による署名

## 選挙の経過
1947年11月21日から23日にかけて、共産党やソビエト連邦に占領されていた東北などを除く地域で、第1回国民大会代表選挙が実施された。国民政府の報告によると、内戦の影響で約700-800の選挙区で投票を実施することができなかった。共産党によって占領された地域に対しては、近隣の省に投票所を設置し、占領地域から逃れてきた難民に対し投票の機会を与えるといった措置が取られた。
1947年当時の中華民国の人口は約4億6100万人であり、国民政府の公式発表によると有効投票数は約2,000万票であった。しかし、実際の有効投票数は1,000万票以下であったという説も存在する。

### 選挙結果
| 種別                                 | 種別                                 | 定数  | 当選人数 | 未選出人数 | 当選者中の女性数 |
| ------------------------------------ | ------------------------------------ | ----- | -------- | ---------- | ---------------- |
| 各県・市およびそれに相当する区域     | 各県・市およびそれに相当する区域     | 2,177 | 2,141    | 36         | 40               |
| 蒙古の各盟・旗                       | 蒙古の各盟・旗                       | 57    | 57       | 0          | 6                |
| 西蔵                                 | 西蔵                                 | 40    | 39       | 1          | 3                |
| 辺境地区の各民族                     | 辺境地区の各民族                     | 34    | 34       | 0          | 2                |
| 僑居国外国民                         | 僑居国外国民                         | 65    | 22       | 43         | 1                |
| 職業団体                             | 地方組織                             | 216   | 216      | 0          | 24               |
| 職業団体                             | 全国組織                             | 271   | 268      | 3          | 50               |
| 女性団体                             | 地方組織                             | 148   | 147      | 1          | 147              |
| 女性団体                             | 全国組織                             | 20    | 20       | 0          | 20               |
| 特殊な生活習慣を有する内地在住の国民 | 特殊な生活習慣を有する内地在住の国民 | 17    | 17       | 0          | 0                |
| 合計                                 | 合計                                 | 3,045 | 2,961    | 84         | 293              |

### 問題点
各地で不正が横行した。正言報は11月29日号で「今回の選挙では500を超える不正が発生した」と報じた。例えば四川省富順県や福建省永定県では県長が職権を乱用して票を操作し、湖南省衡陽市では国民党員が人を雇って投票所を占領させ、青年党・民社党の投票立会人を追い出した。本来有権者に配布すべき選挙証を役人が横領し、人を雇って複数回投票させるという事態も発生した。このような状況を受けて国民の多くが投票をボイコットし、南京市では投票率が20%以下となった。また、党の公認を得ずに署名で出馬した国民党員の候補者が青年党・民社党の候補者のみならず、国民党の公認を得ていた候補者をも破って当選した。これによって青年党・民社党は合計で171議席を奪われ、国民党公認の候補者も256人が落選した。

## マスメディアの反応
マスメディアは、今回の選挙で発生した数々の不正を暴露した。例えば、11月24日に大公報は「上海の北四川路第一投票所では、文盲の有権者が雇われて投票していた」と報じた。また、国民党に議席を要求した青年党・民社党は「彼らはこれを選挙ではなく『配給』として見ていた」と一部メディアに非難された。
11月22日、シカゴ・トリビューンは「蔣介石氏は史上初の国民大会代表選挙の実施を通して、中国に永続的な民主主義を確立する希望を示した。しかし、全国の2億5千万人の文盲に選挙の理念と目的を説明するのは、政府にとって悪夢であった」と報じた。また、11月24日の同紙の報道によると、「多くの不正が発覚したため、人々は3日間の投票期間のうち最終日に投票しに行く傾向があった」という。
11月24日、ニューヨーク・タイムズは「国民党の宣伝部は『選挙に対する国民の熱意はまだ期待にはほど遠いが、民主化は遅かれ早かれ実現すると強く信じている。中国が50年以内に真の民主化を達成できるとすれば我々は満足だ』と述べた」「国民党幹部の張群が投票用紙に記入している時に周囲の人々から覗き見されていることに気づき、人々に秘密投票の重要性を説く演説を行った」と報じた。
11月25日、ロサンゼルス・タイムズは「アメリカの永住権を有する6人の華僑が国民大会代表に選出された」と報じた。

## 選挙後

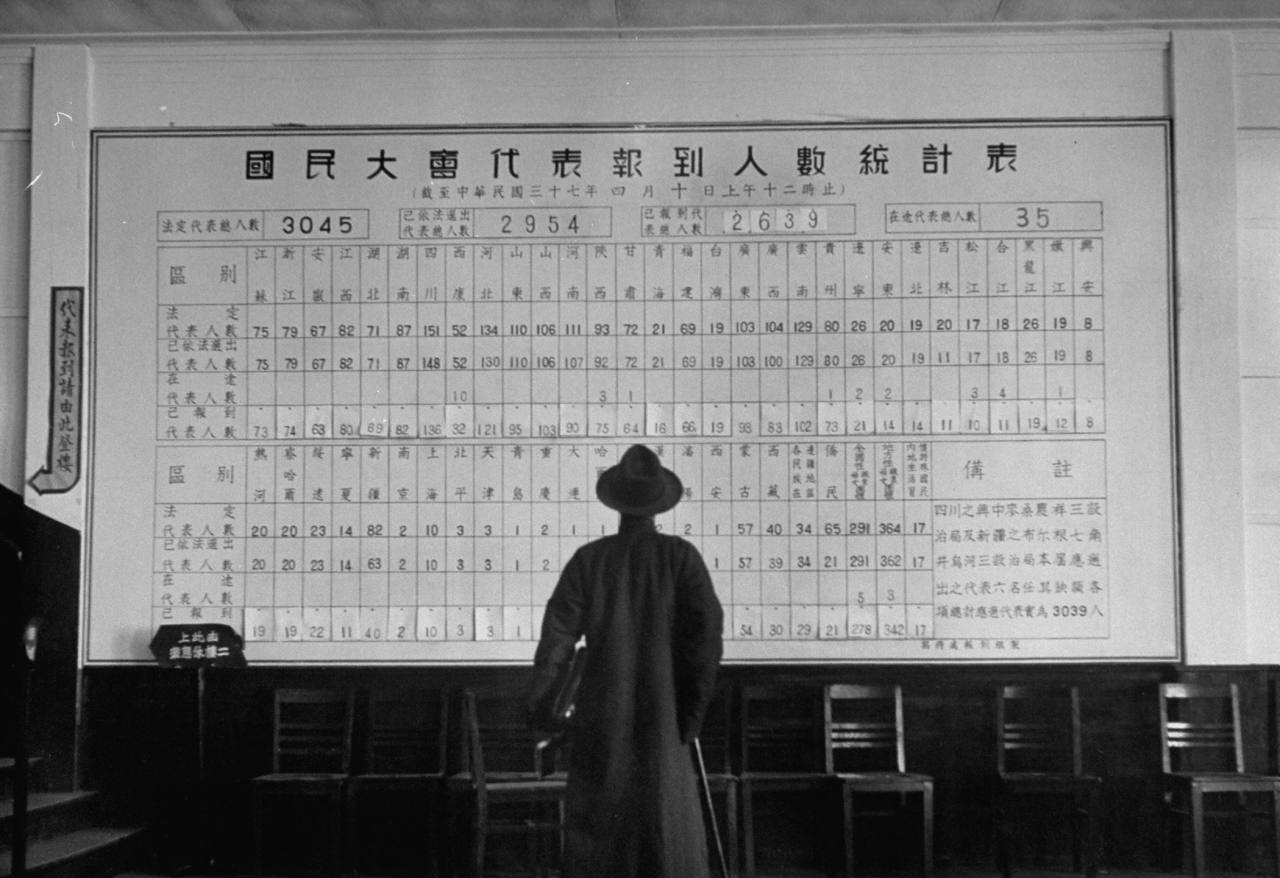
南京市街に掲示される、国民大会代表の着任人数統計表（1948年）

署名を集めて立候補・当選した国民党員が青年党・民社党の候補を破って議席を奪ったため、青年党・民社党は国民党を強く批判し、国民大会への出席拒否や政権からの離脱をほのめかした。このため、国民党は署名によって立候補・当選した国民党員に対し、自主的にその地位を放棄して各党公認の候補に議席を返還するよう命じた。当選者らはこの方針や「国民大会代表普選政党提名補充規定」を違憲として批判し、中央党部に対する請願を繰り返した。一方、国民党の公認を得ながら落選した候補らも「署名での当選者らの中にはならず者が少なくなく、国民大会代表にふさわしくない」と批判して共同で中央党部への請願を繰り返し、当選者らと激しく衝突した。蔣介石は両者の調停を試みたが根本的な解決に至らず、最終的には署名による立候補で当選した国民大会代表の当選を黙認した。
これら選挙後の混乱のため、当初は憲法施行と同じ12月25日の召集を予定していた国民大会の会議は延期を余儀なくされ、最終的に翌1948年（民国37年）3月29日に第1期国民大会第1次会議が南京の国民大会堂で開会した。しかし、国民大会代表選挙で公認を得ながら落選した候補らの一部は会期中にも抗議活動を続け、国民大会堂に侵入して会議の進行を妨害することもあった。

## ギャラリー
1947年11月の第1回国民大会代表選挙と1948年1月の第1回立法委員選挙は実施時期が近く、それぞれの写真がどちらの選挙のものであるか詳細が不明であるため、ここにまとめて掲載している。

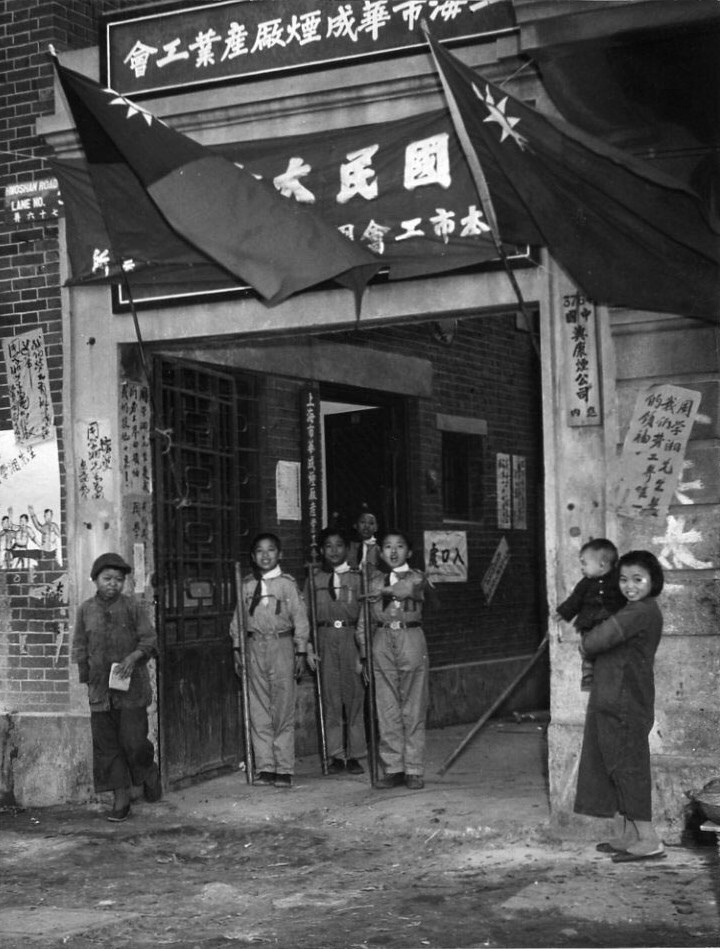
上海市内の投票所
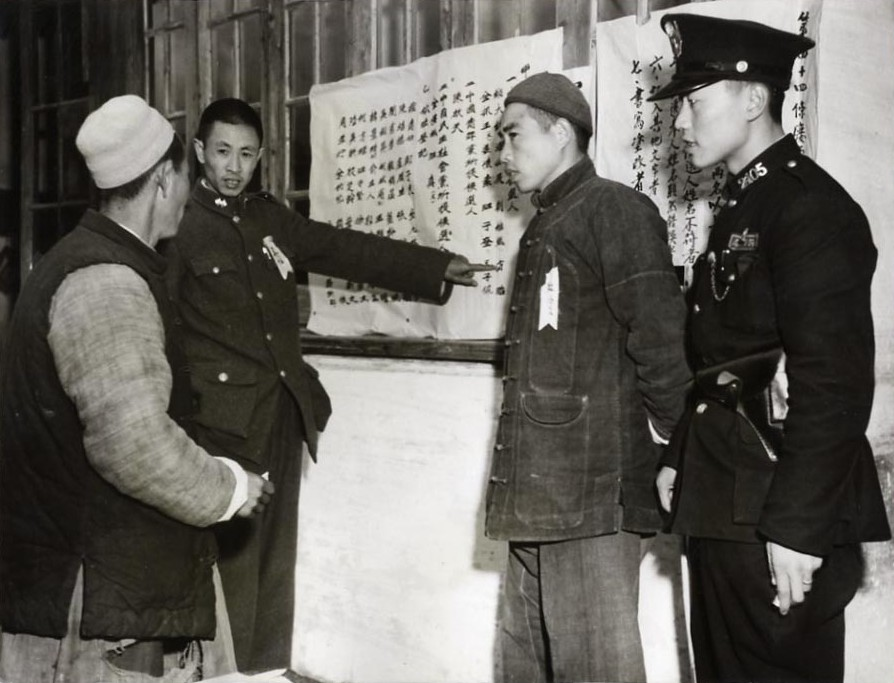
国民に投票規則を説明する職員
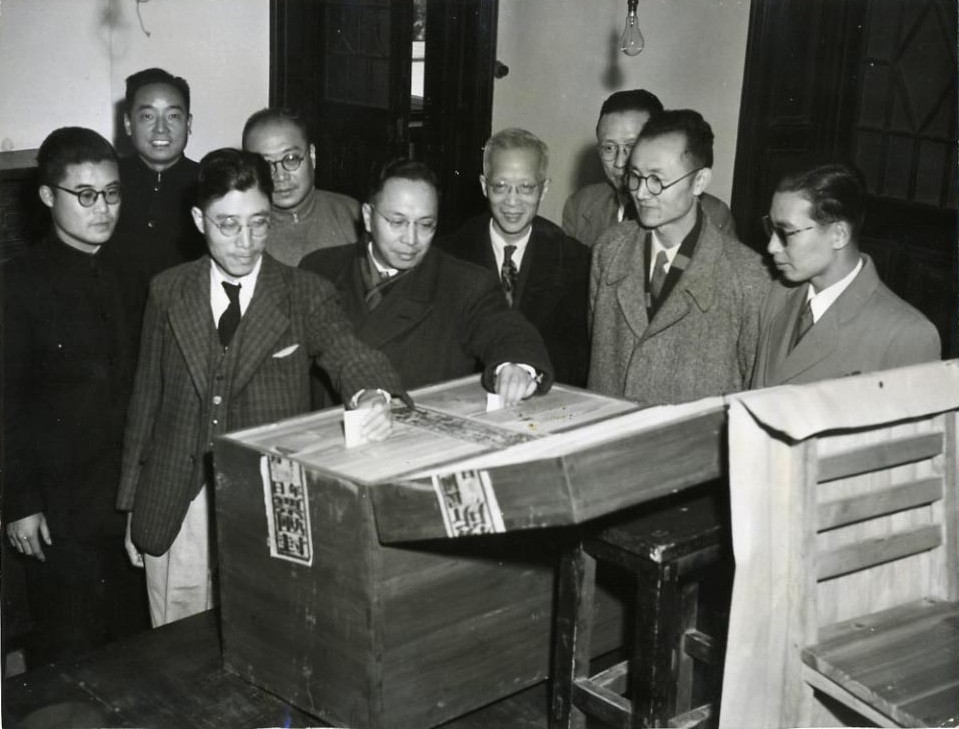
投票する上海交通大学の教授たち
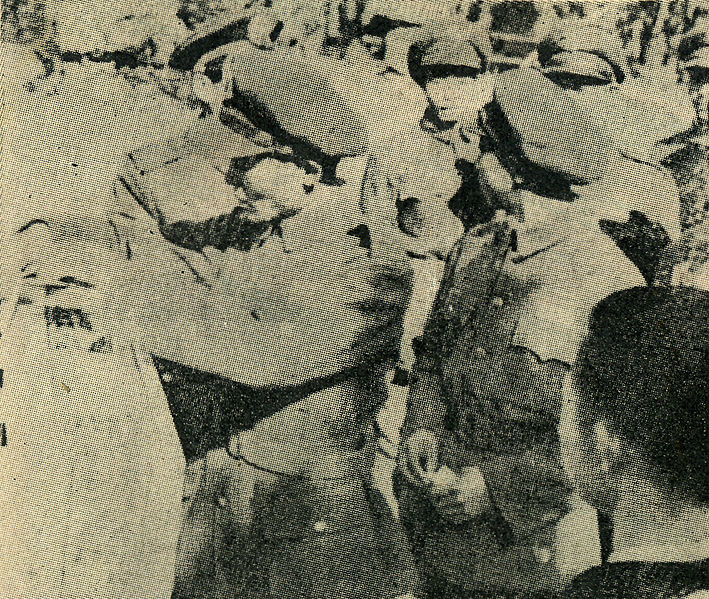
投票する兵士
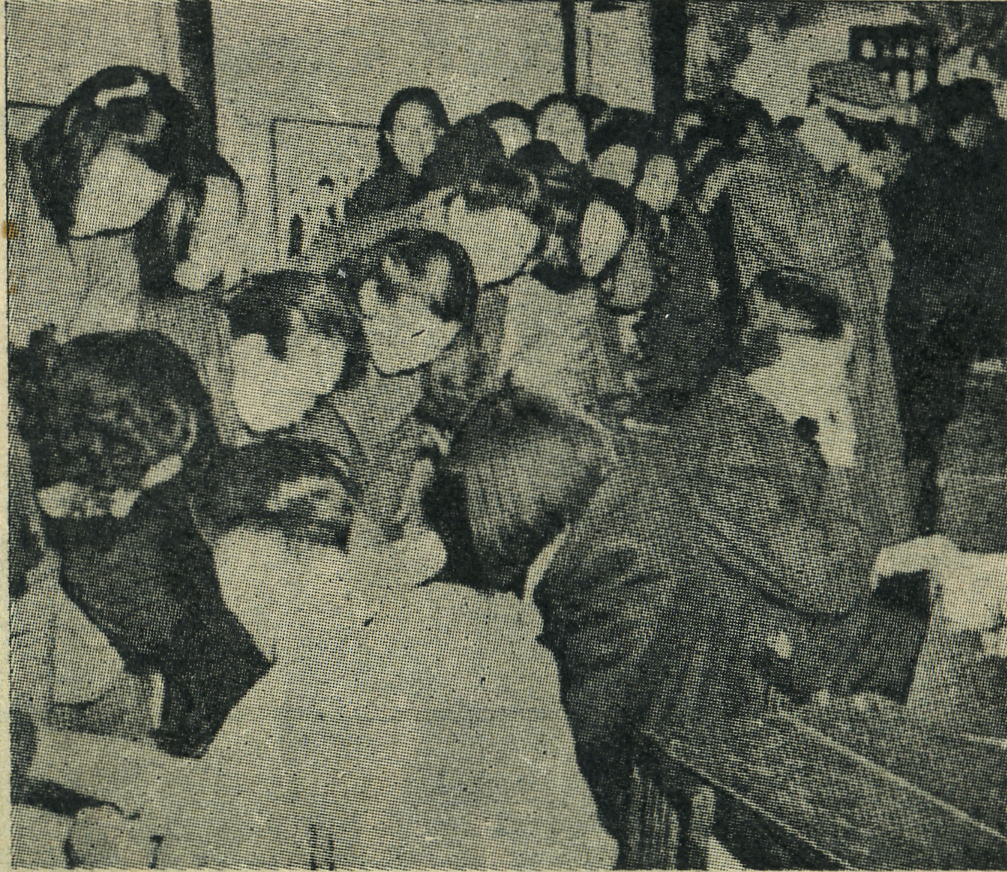
投票する市民たち
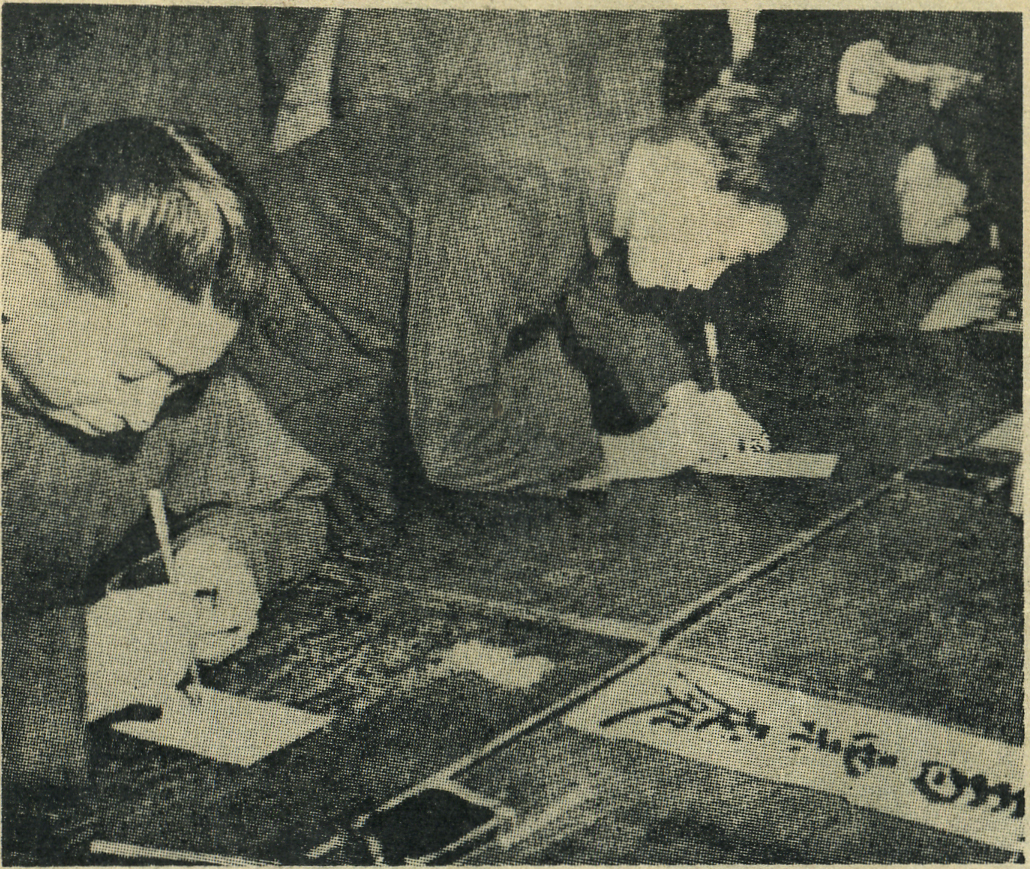
投票用紙に記入する市民たち
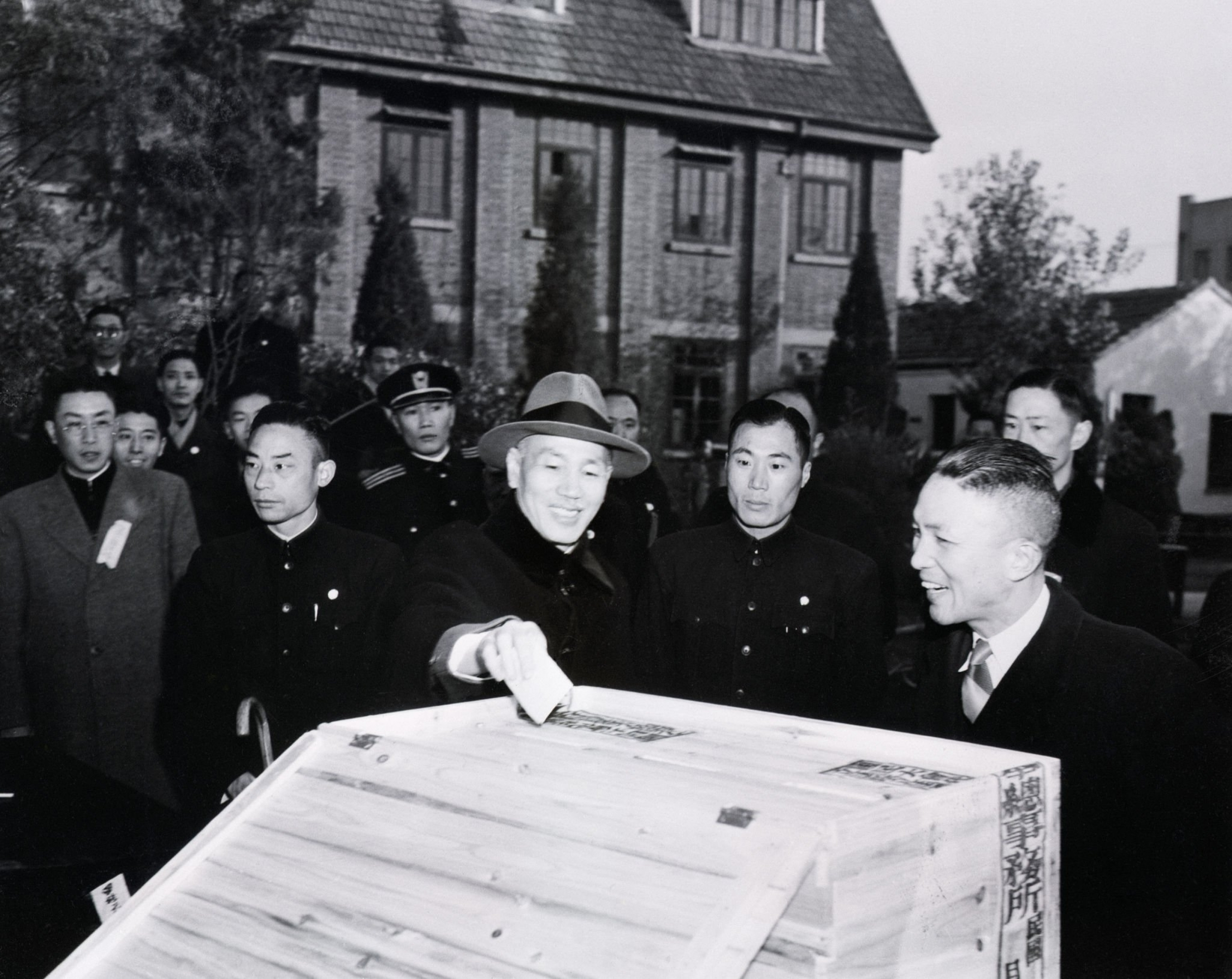
南京市民として陳裕光（中国語版）に投票する蔣介石
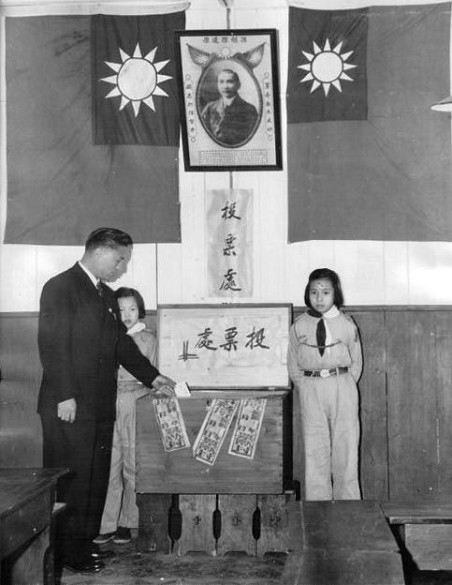
投票箱
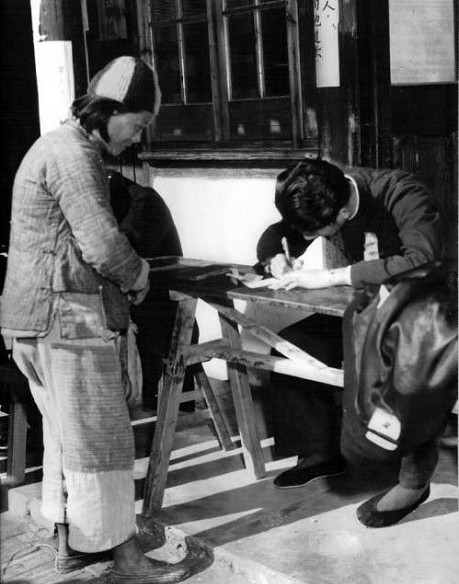
女性も選挙権を有した
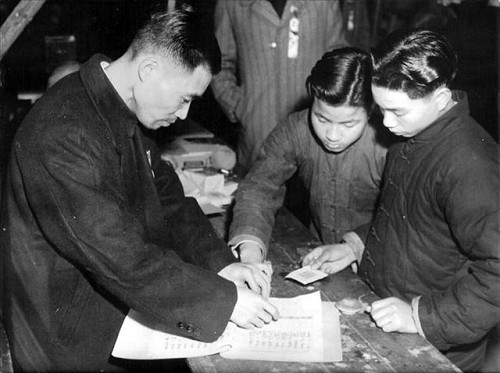
有権者登録
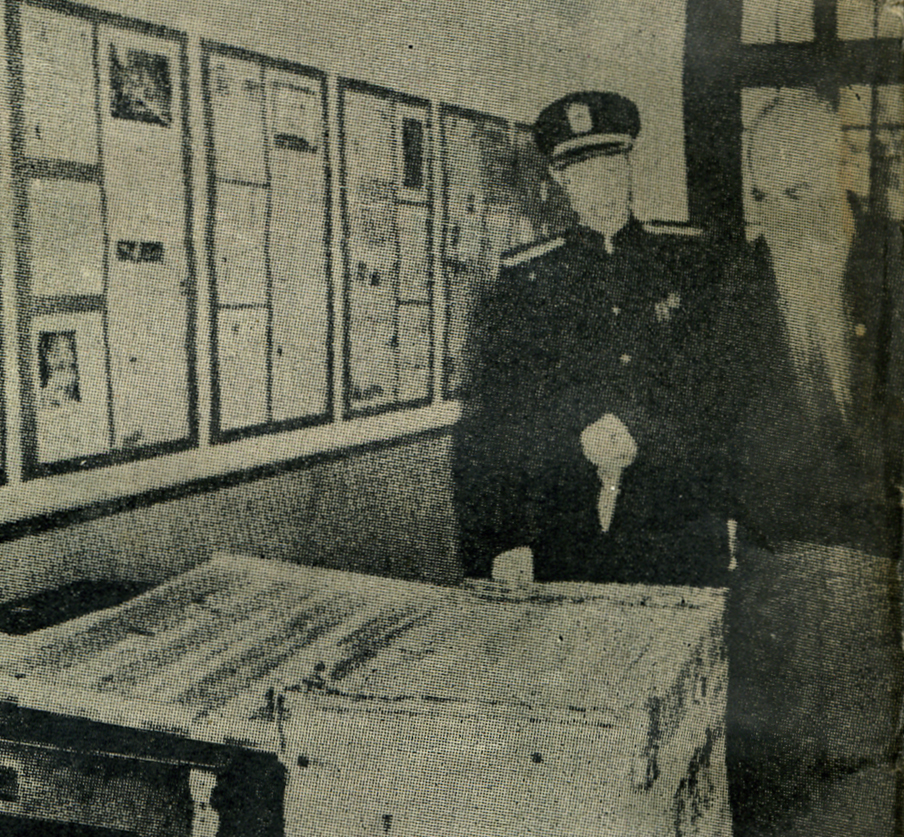
投票する于右任（監察院長）
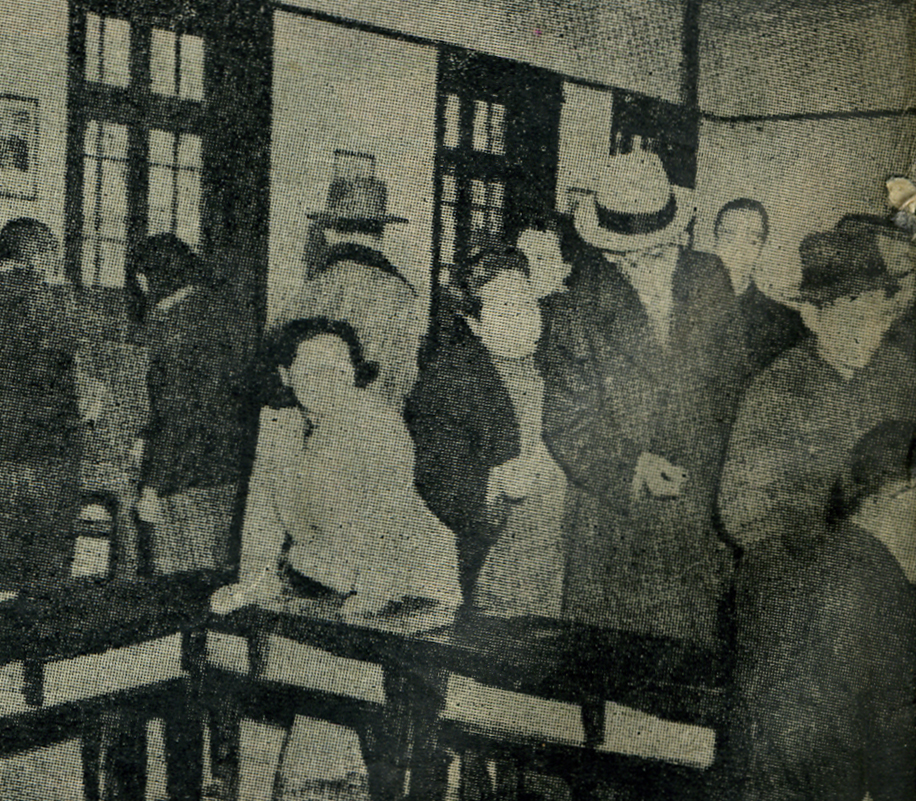
投票の列に並ぶ呉鉄城（国民党秘書長）